# Cultuurvolger (plant)
De cultuurvolgers onder de planten hebben zich met hulp van de mens gevestigd door al of niet opzettelijk invoeren van de soort. De onopzettelijk ingevoerde planten zijn de xenofyten en de uit de cultuur 'ontsnapte' worden ergasiofygofyten genoemd. Tot de cultuurvolgers behoren de archeofyten, die zich vóór 1492 hebben gevestigd en de neofyten (exoten) die zich in historisch tijd hebben gevestigd. De cultuurvolgers zijn door de mens ten dele met opzet, ten dele onopzettelijk ingevoerd.

## Groepen
Vestiging of inburgering is een belangrijk criterium bij de statusaanduiding van plantensoorten in een gebied. Hierbij zijn zowel het tijdstip als de wijze van vestiging (inburgering) van belang. Tot de cultuurvolgers behoren de archeofyten en de neofyten (exoten).
Planten die zich reeds in de prehistorie hebben gevestigd ten gevolge van menselijke activiteit worden archeofyten genoemd. Deze planten zijn de 'oude cultuurvolgers' en worden gewoonlijk tot de inheemse flora gerekend. Archeofyten hebben de ontwikkeling van de landbouw gevolgd en zijn vanuit andere landen gemigreerd naar gebieden waar zij niet inheems waren.
Niet tot de cultuurvolgers worden gerekend ergasiofyten of cultuurplanten, in cultuur genomen en eventueel veredelde gewassen. Deze soorten kunnen zich niet spontaan voortplanten en handhaven zonder de hulp van de mens.

### Tijdstip van vestiging
Het tijdstip van vestiging met hulp van de mens levert een indeling in archeofyten en neofyten.

#### Archeofyten, voor 1492 gevestigd
Archeofyten hebben zich met hulp van de mens na de laatste ijstijd en vóór 1492 gevestigd. Voorbeelden zijn bolderik (Agrostemma githago), wilde haver (Avena fatua), korrelganzenvoet (Chenopodium polyspermum), klein streepzaad (Crepis capillaris), kroontjeskruid (Euphorbia helioscopia), driehoornig walstro (Galium tricornutum), smalle weegbree (Plantago lanceolata), groene naaldaar (Setaria viridis), ringelwikke (Vicia hirsuta).

Cultuurvolgers: archeofyten (vóór 1492)
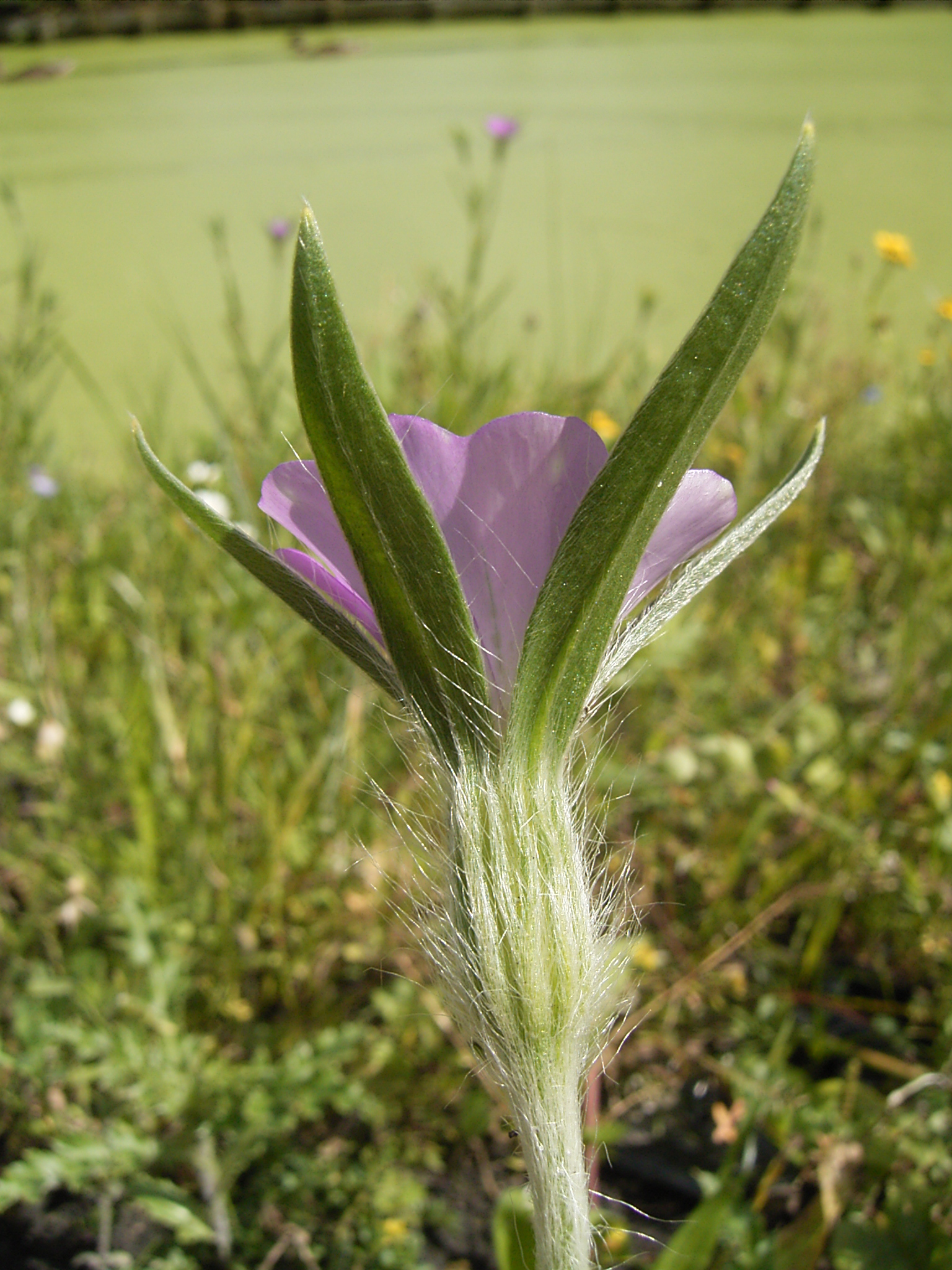
Bolderik (Agrostemma githago)
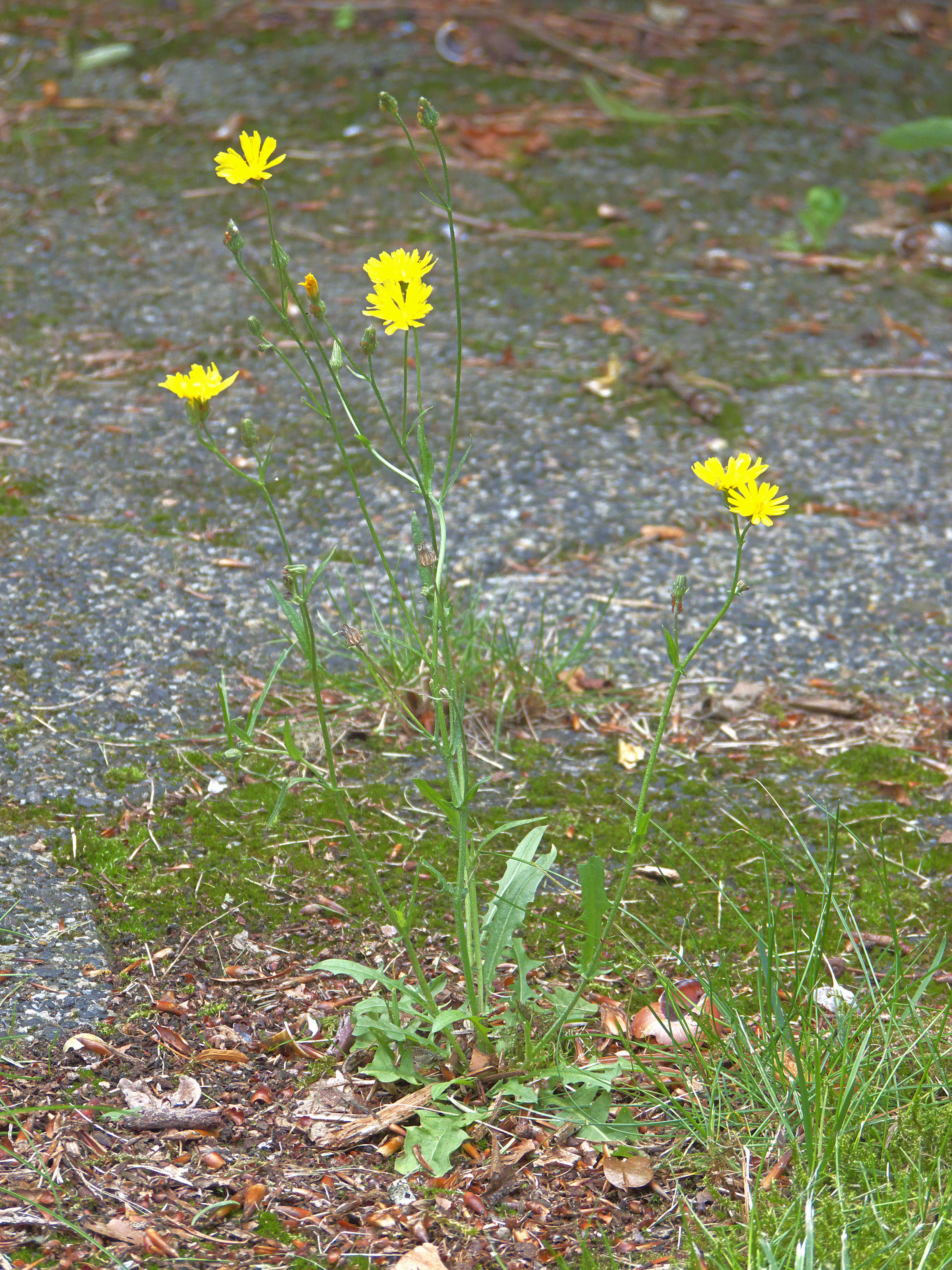
Klein streepzaad (Crepis capillaris)
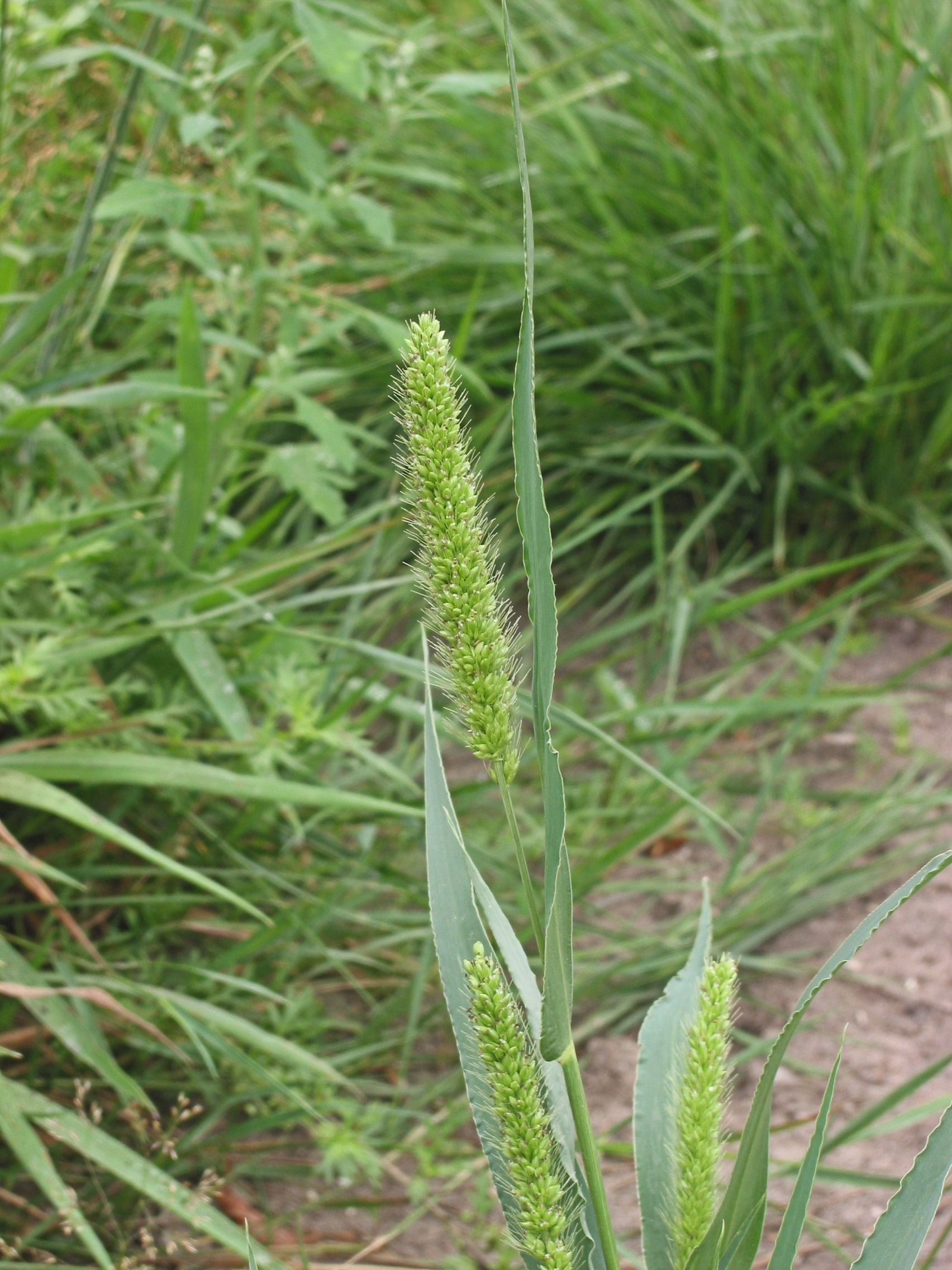
Groene naaldaar (Setaria viridis)
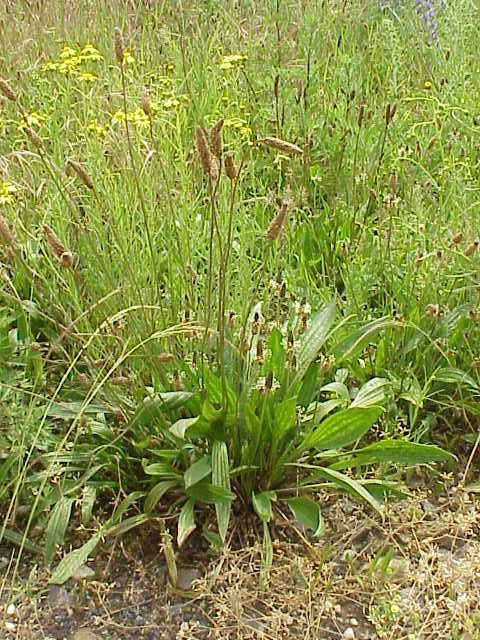
Smalle weegbree (Plantago lanceolata)

#### Neofyten, na 1492 gevestigd
Neofyten hebben zich met hulp van de mens hebben in historisch tijd gevestigd. Voorbeelden zijn kalmoes (Acorus calamus), Canadese fijnstraal (Conyza canadensis), Epilobium adenocaulon, harig knopkruid (Galinsoga ciliata), kaal knopkruid (G. parviflora), zonnebloem (Helianthus annuus), klein springzaad (Impatiens parviflora), schijfkamille (Matricaria discoidea), tomaat (Solanum lycopersicum), cranberry (Oxycoccus macrocarpos), draadereprijs (Veronica filiformis), grote ereprijs (V. persica).

Cultuurvolgers: neofyten (na 1492)
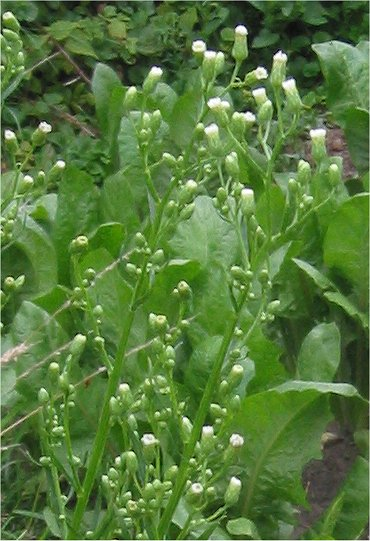
Canadese fijnstraal (Conyza canadensis)
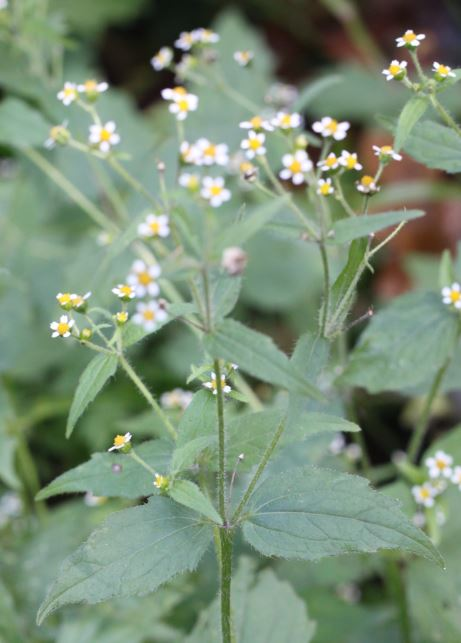
Harig knopkruid (Galinsoga ciliata)
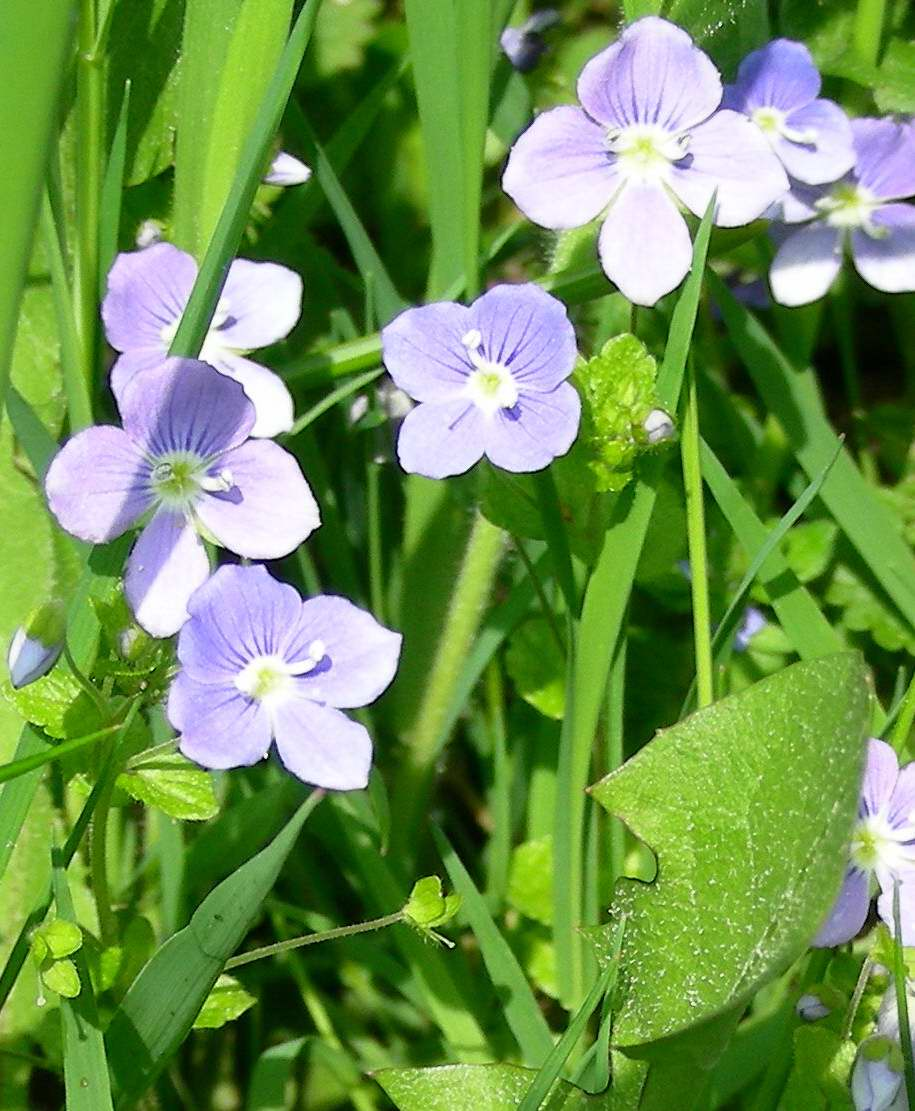
Draadereprijs (Veronica filiformis)

### Mate van opzet bij de vestiging
De wijze van vestiging van ingevoerde planten levert naar de mate van opzet bij de invoer van de soorten een indeling in ergasiofygofyten en xenofyten.

#### Ergasiofygofyt, opzettelijk ingevoerd
Ergasiofygofyten zijn de opzettelijk ingevoerde, verwilderde planten. Voorbeelden: kalmoes (Acorus calamus), tamme kastanje (Castanea sativa), brede waterpest (Elodea canadensis), zonnebloem (Helianthus annuus), klein springzaad (Impatiens parviflora), middelste teunisbloem (Oenothera biennis), tomaat (Solanum lycopersicum), Canadese guldenroede (Solidago canadensis).

Opzettelijk ingevoerde, verwilderde planten
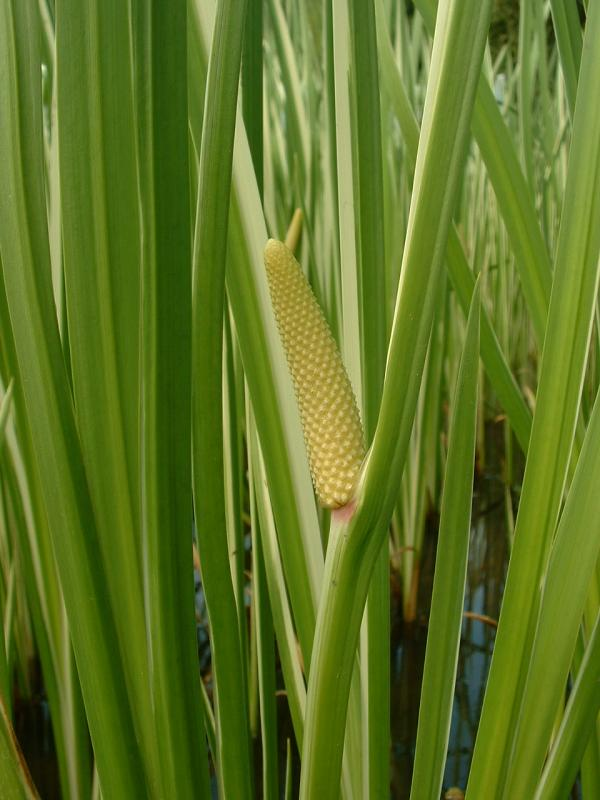
kalmoes (Acorus calamus)
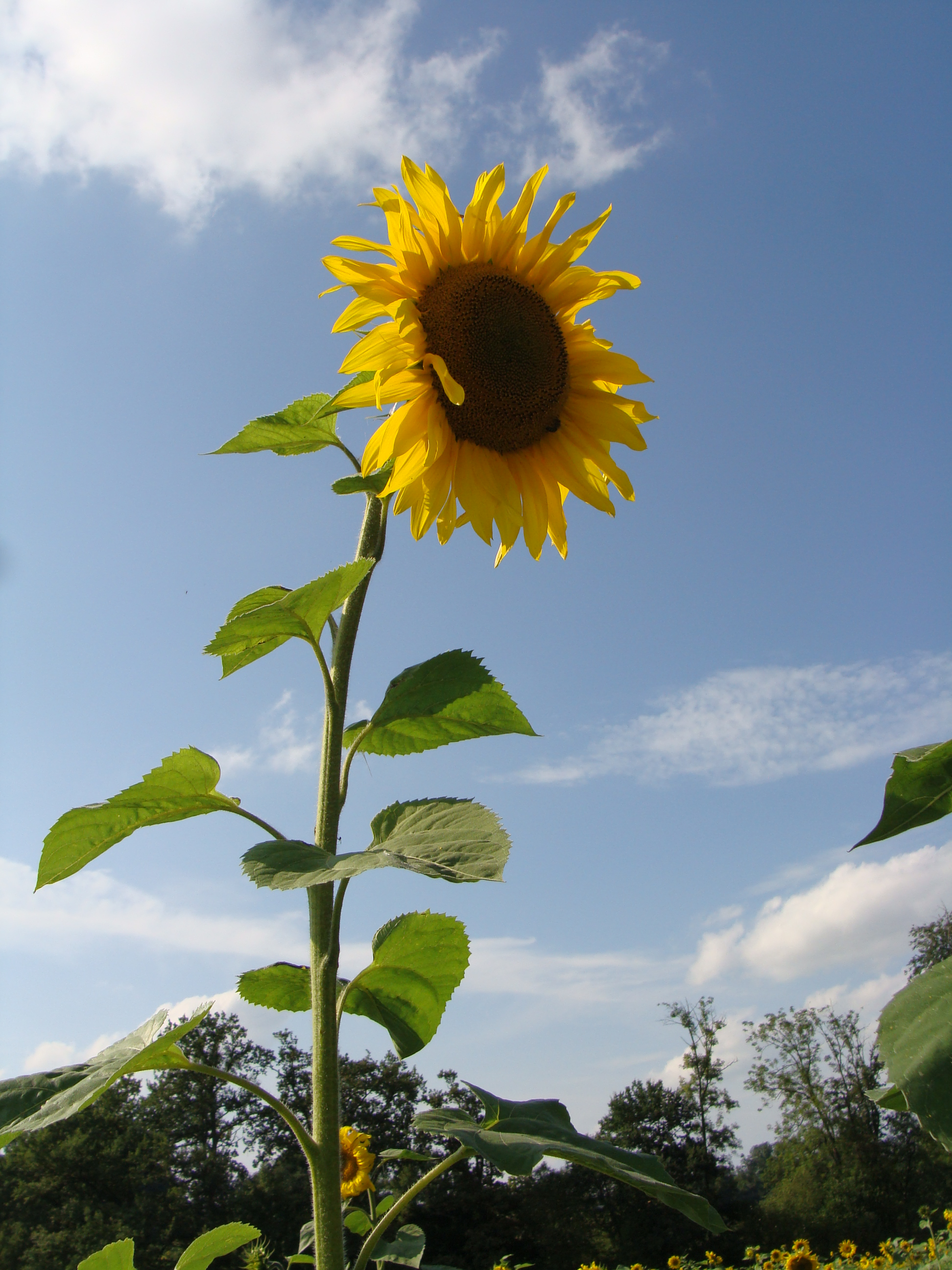
zonnebloem (Helianthus annuus)
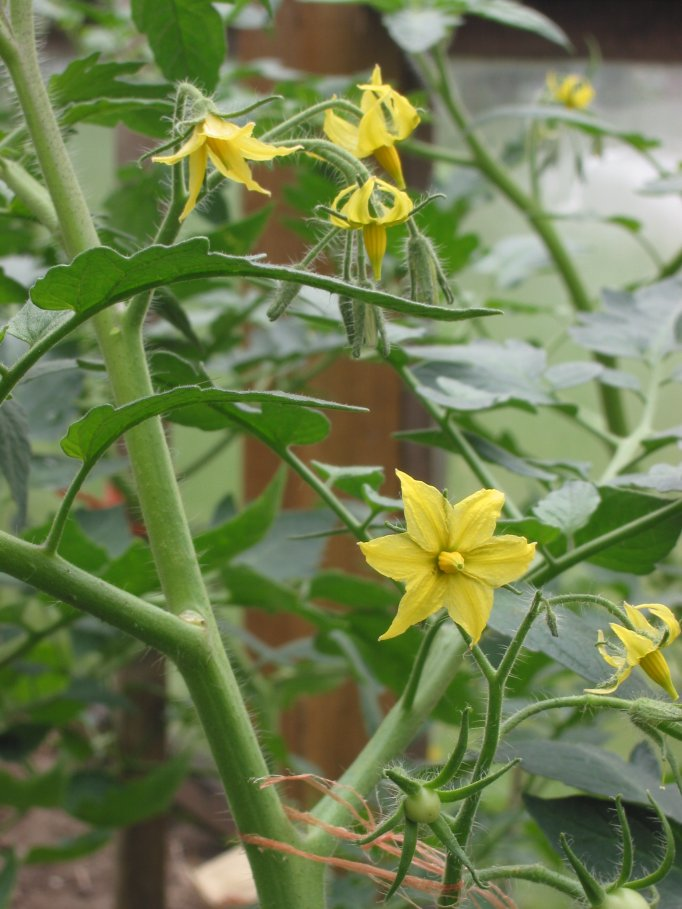
tomaat (Solanum lycopersicum)
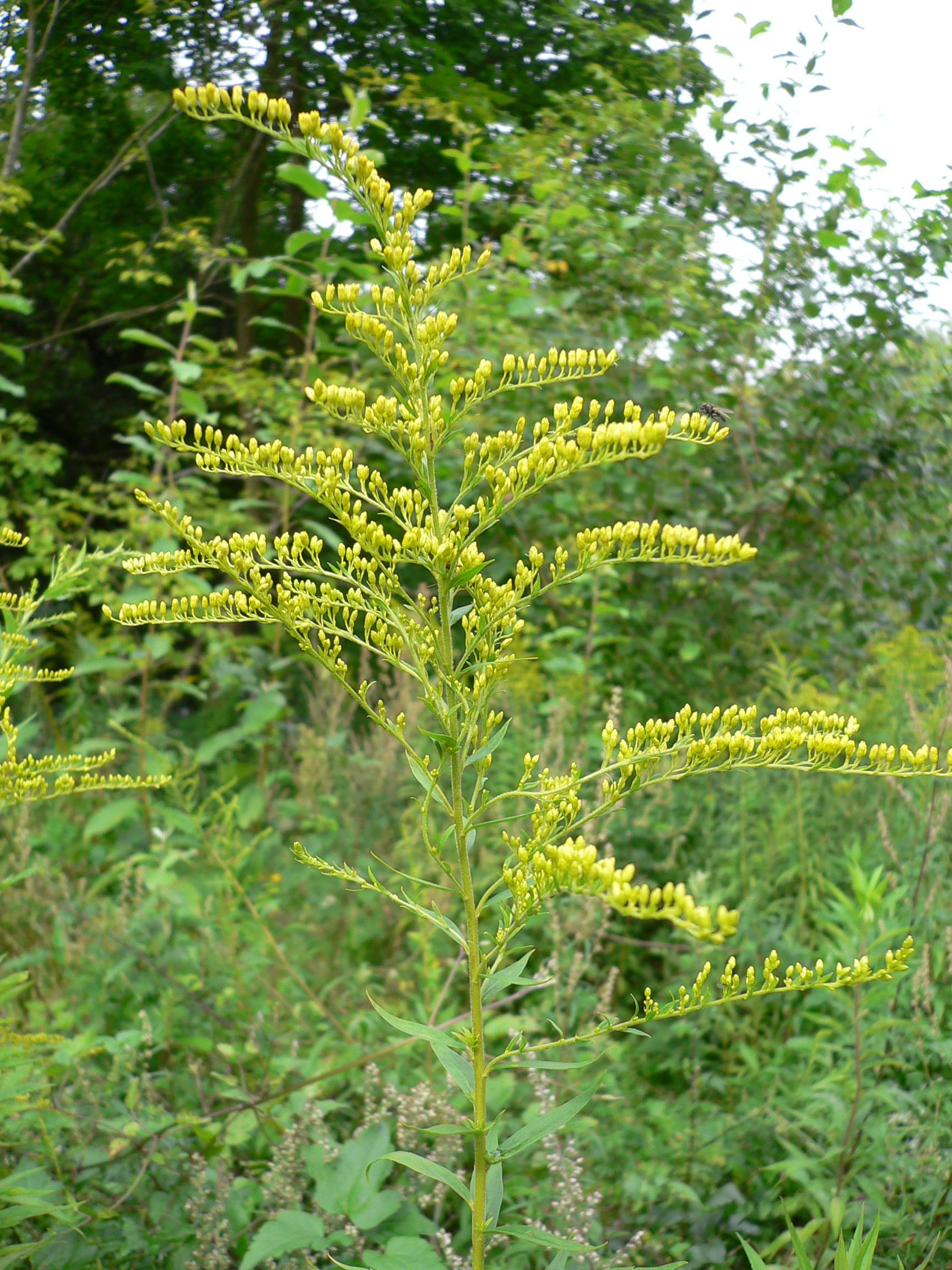
Canadese guldenroede (Solidago canadensis)

#### Xenofyten, onopzettelijk ingevoerd
Xenofyten zijn de onopzettelijk ingevoerde planten. Voorbeelden: bolderik (Agrostemma githago), wilde haver (Avena fatua), gewone duivenkervel (Fumaria officinalis), grote ereprijs (Veronica persica).

Onopzettelijk ingevoerde planten
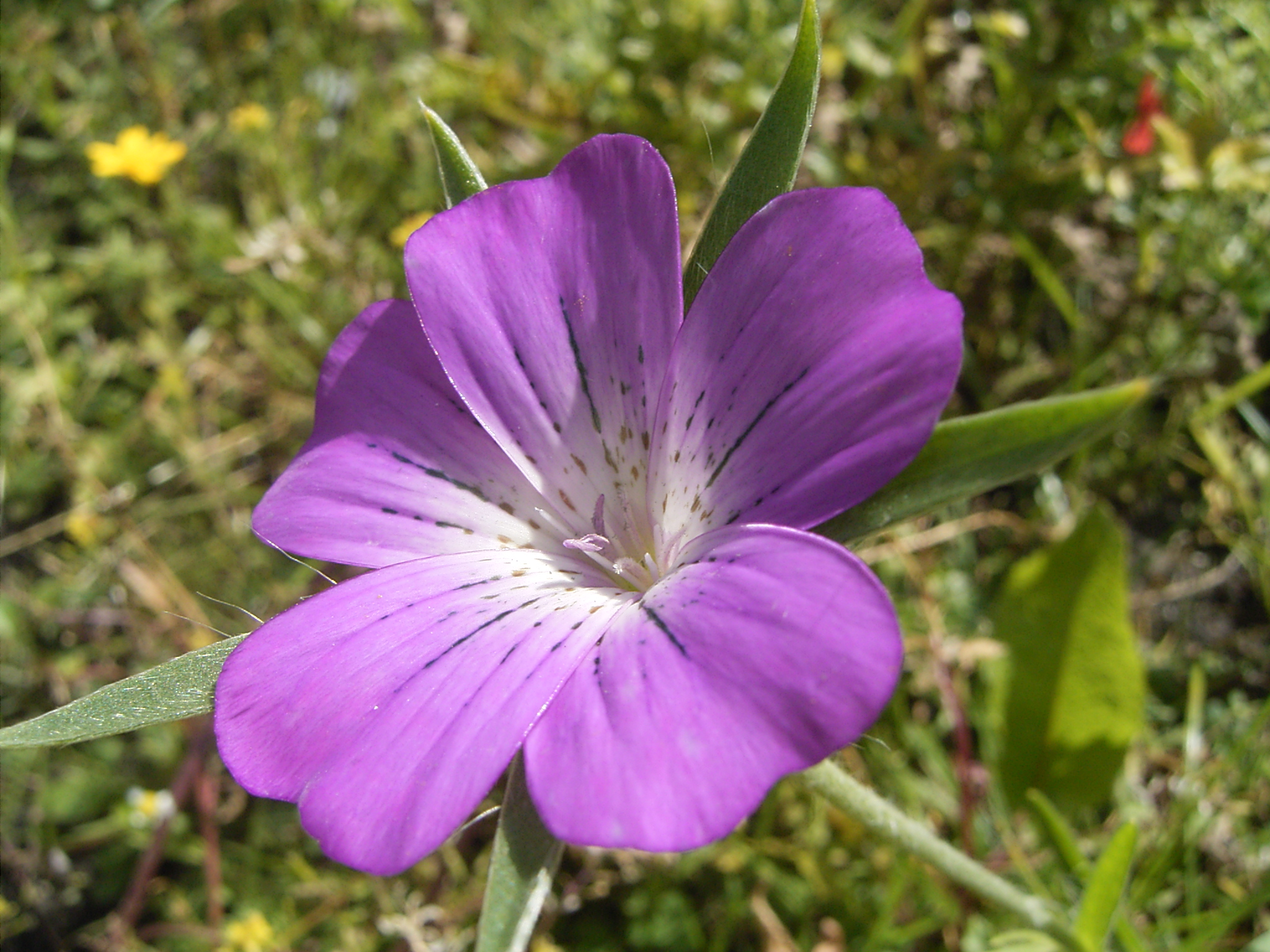
bolderik (Agrostemma githago)
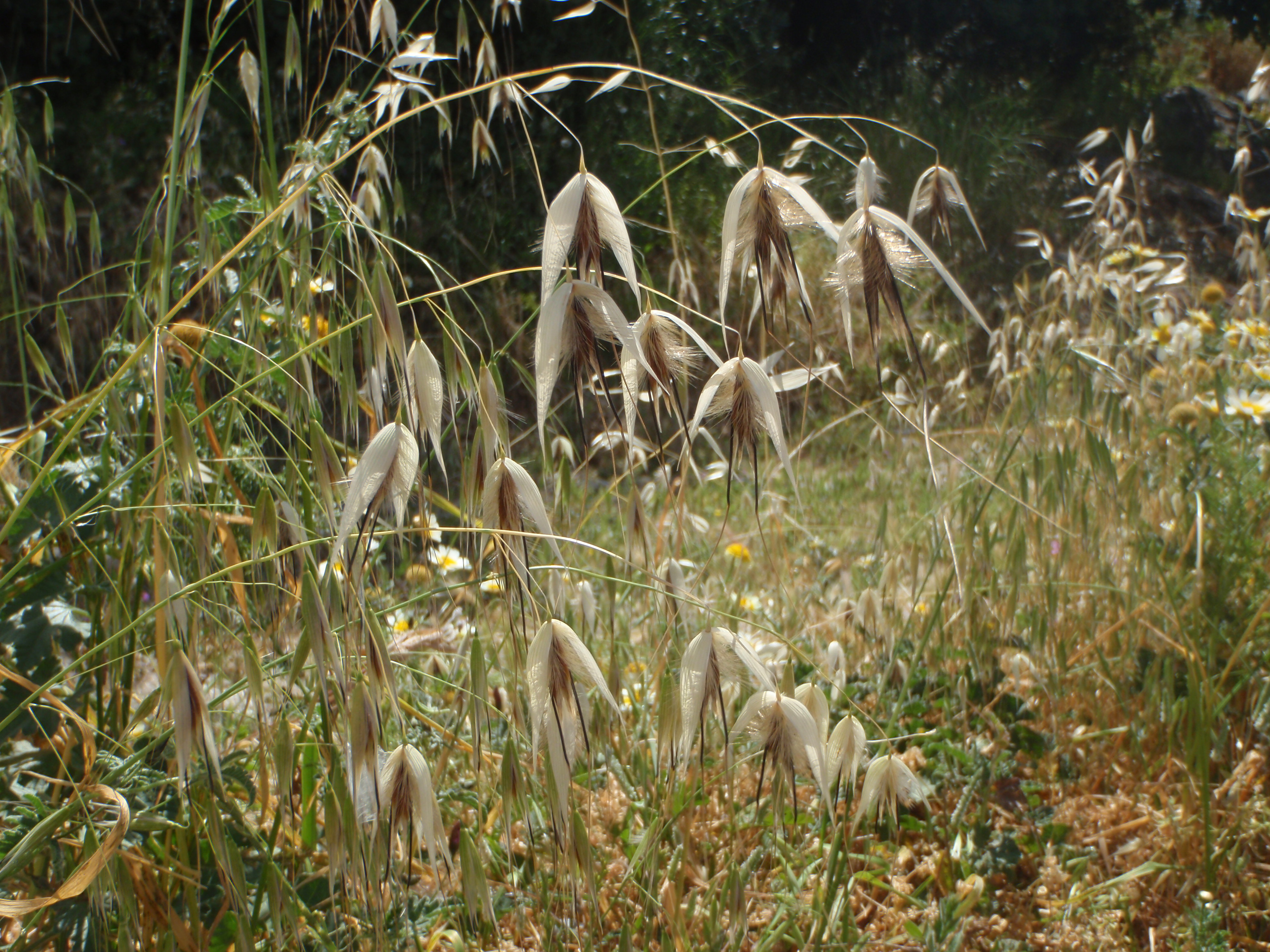
wilde haver (Avena fatua)
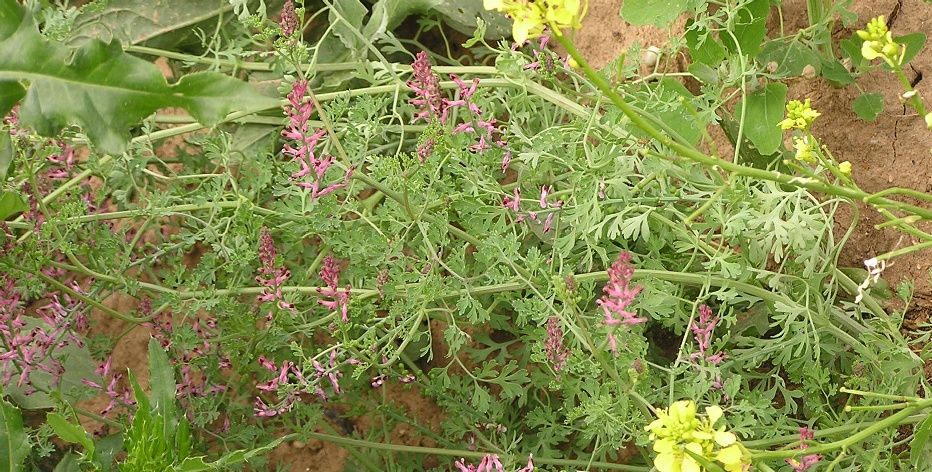
gewone duivenkervel (Fumaria officinalis)
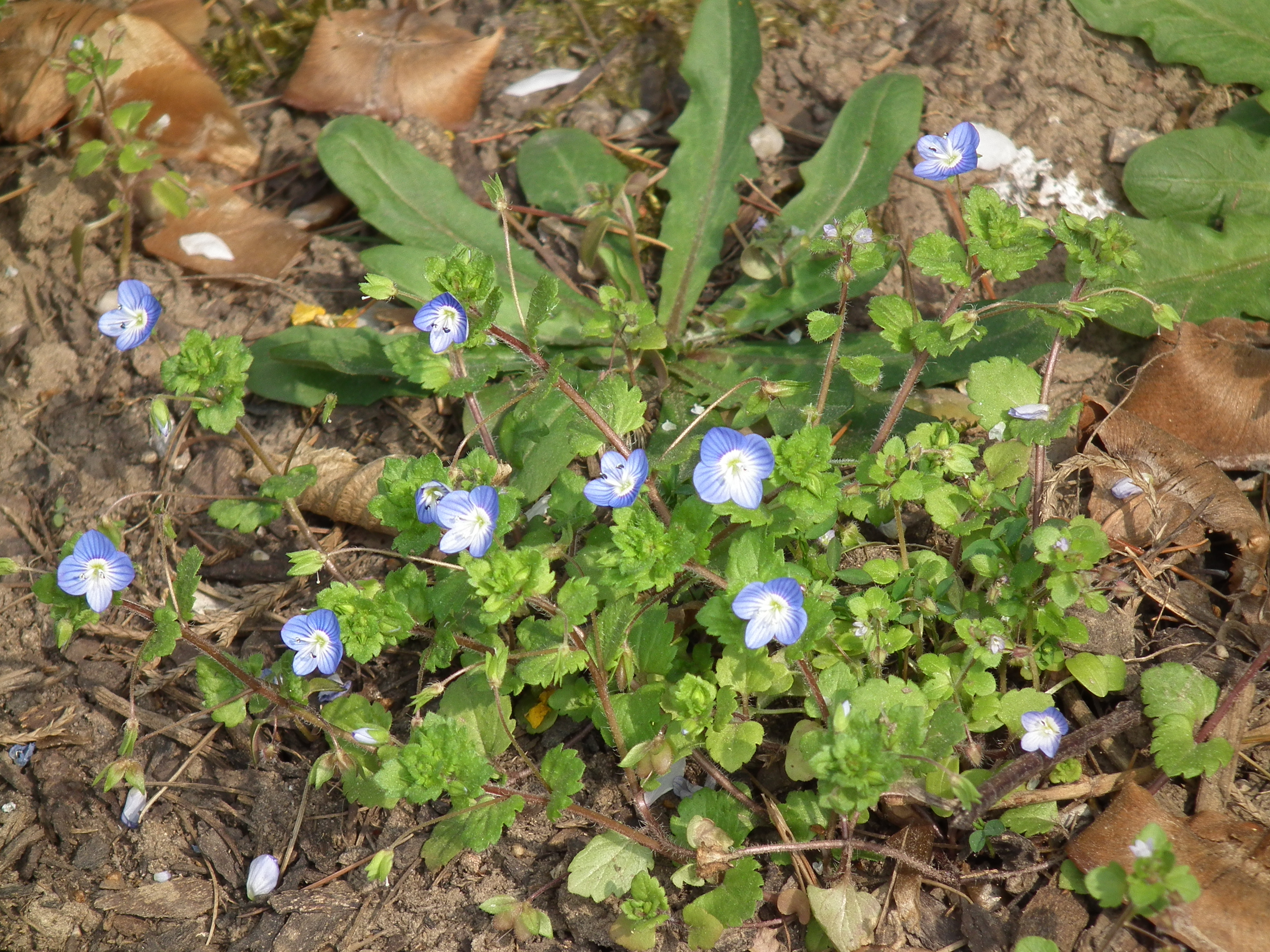
grote ereprijs (Veronica persica)

## Voorbeelden
De oude cultuurvolgers zijn een aantal akkeronkruiden, zoals bolderik, wilde haver en oot, korrelganzenvoet, klein streepzaad, kroontjeskruid, groene naaldaar, ringelwikke, smalle weegbree. Ook gewone vlier en brandnetel zijn cultuurvolgers. Ze vestigen zich bij voorkeur op plaatsen waar de bodem door de activiteiten van de mens betrekkelijk voedselrijk is geworden. 
Tredplanten zijn meestal ook cultuurvolgers. Weegbree is een goed voorbeeld. Weegbree vestigt zich graag op plaatsen waar andere planten, omdat er te veel gelopen wordt, niet kunnen groeien. Ook grassen, zoals straatgras, vestigen zich in bebouwd gebied graag tussen de stoeptegels. 
Planten die zich pas in historisch tijd in door de mens beïnvloede plantengemeenschappen hebben gevestigd, heten exoten, ook wel neofyten genoemd. Voorbeelden van exoten zijn kalmoes, Canadese fijnstraal, Epilobium adenocaulon, harig knopkruid), kaal knopkruid, zonnebloem, klein springzaad, schijfkamille, tomaat, cranberry, draadereprijs, grote ereprijs. 
Amerikaanse vogelkers is weliswaar in Nederland geïmporteerd en vanaf de jaren twintig van de 20e eeuw als 'vulhout' in de bossen aangeplant, maar de soort slaat ook op in bosgebieden waar hij ongewenst is en is tot invasieve soort geworden. De struik treedt vaak als plaag op in storingssituaties, zoals op kapvlaktes, waar door de ten gevolge van opwarming door zonnestraling versnelde mineralisatie van het strooisel (takken, bladeren) en de humus stikstofverbindingen in de bodem vrijkomen; door de stikstofdepositie als gevolg van landbouw en verkeer komt de struik, die tot boom kan uitgroeien en ook wel 'bospest' is genoemd, tevens in de meer natuurlijke systemen voor, waaronder "natuur"bossen en duinen.

## Plantengemeenschappen
Ook plantengemeenschappen (syntaxa) kunnen cultuurvolgend optreden. Uitgesproken cultuurvolgende associaties in Nederland zijn bijvoorbeeld de kruipertje-associatie, de associatie van vetmuur en zilvermos, de muurbloem-associatie en de kribbenmos-associatie.